# 池和田
池和田（いけわだ）は、千葉県市原市の南総地区にある大字。郵便番号は、290-0516。

## 概要
市原市中東部にある。

## 地理
池和田の中心には国道297号が通っており、端には上総鶴舞駅と養老川がある。
北は石川、東は鶴舞、西は下矢田と矢田、南は田尾と接している。

## 歴史

### 沿革

#### 年表
- 1889年 - 市原郡鶴舞村の一部だった[6]。
- 1891年 - 町制施行により、鶴舞町の一部に[6]。
- 1954年 - 合併により、南総町の一部に[6]。
- 1967年 - 合併により、市原市の一部となった[6]。

## 世帯数と人口
2017年（平成29年）11月1日現在の世帯数と人口は以下の通りである。
| 町丁字 | 世帯数  | 人口  |
| ------ | ------- | ----- |
| 池和田 | 126世帯 | 282人 |

## 通学区域
市立小学校・市立中学校と県立高等学校の通学区域は以下の通りである。
| 町丁字 | 番地 | 小学校             | 中学校             |
| ------ | ---- | ------------------ | ------------------ |
| 池和田 | 全域 | 市原市立鶴舞小学校 | 市原市立南総中学校 |

## 施設
- ゼネラル池和田ss
- 大宮神社

## 交通

### 鉄道
- 小湊鉄道小湊鉄道線上総鶴舞駅

### 道路
- 国道297号